# Ліу Тіньтінь
Ліу Тіньтінь (кит.: 刘婷婷 Liu Tingting, нар. 6 вересня 2000, Гуандун, Китай) — китайська гімнастка. Чемпіонка та призерка чемпіонату світу, чемпіонату Азії та Азійських ігор.

## Біографія
Навчається в Південнокитайському технологічному університеті.

## Спортивна кар'єра
Спортивною гімнастикою займається з 2003 року.

#### 2016
Через перелом руки, який отримала на тренуванні, вибула з боротьби за місце у складі китайської збірної на Олімпійських іграх 2016 в Ріо-де-Жанейро, Бразилія.

#### 2017
На чемпіонаті Азії здобула перемоги в команді, багатоборстві та вправі на колоді, посіла друге місце у вправі на різновисоких брусах.
На чемпіонаті світу, що проходив у жовтні в Монреалі, виступала з травмою ноги, у фіналі вправи на колоді була сьомою.

#### 2018
На Азійських іграх в Джакарті, Індонезія, здобула перемогу у командних змаганнях та вправі на різновисоких брусах.
На чемпіонаті світу в Досі, Катар, в командних змаганнях посіла третє місце, що дало змогу здобути командну олімпійську ліцензію на Олімпійські ігри 2020 у Токіо, Японія. У фіналі вправи на колоді здобула перемогу.

#### 2019
На чемпіонаті світу в Штутгарті, Німеччина, в командних змаганнях через значні помилки у вправі на різновисоких брусах та колоді, що призвело до втрати біля п'ятьох балів, разом з Чен Йілі, Лі Шийя, Ксі Ксі та Танг Ксіджин  посіли четверте місце, що стало найгіршим результатом команди з 2003 року, коли збірна Китаю також не потрапила на п'єдестал. Після невдалого виступу в командних змаганнях Тіньтінь знялась з фіналу багатоборства. В фіналі вправи на різновисоких брусах посіла сьоме місце, а у вправі на колоді виборола срібну нагороду.

## Результати на турнірах
| Рік  | Змагання        | КБ | ІБ | Опорний стрибок | Різновисокі бруси | Колода | Вільні вправи |
| ---- | --------------- | -- | -- | --------------- | ----------------- | ------ | ------------- |
| 2017 | Чемпіонат Азії  | 1  | 1  |                 | 2                 | 1      | 4             |
| 2017 | Чемпіонат світу |    |    |                 |                   | 7      |               |
| 2018 | Азійські ігри   | 1  |    |                 | 1                 |        |               |
| 2018 | Чемпіонат світу | 3  |    |                 |                   | 1      |               |
| 2019 | Чемпіонат світу | 4  | WD |                 | 7                 | 2      |               |
| 2020 | Чемпіонат Китаю | 1  | 1  |                 | 3                 | 3      | 4             |